# Michael Moorcock
Michael Moorcock, född 18 december 1939 i London, är en brittisk science fiction-författare, som 1967 belönades med Nebulapriset för sin kortroman Behold the Man och 1979 med John W. Campbellpriset för bästa science fictionroman för Gloriana.
Moorcock är mest berömd för sina verk om Elric av Melniboné.
Moorcock har vid ett flertal tillfällen samarbetat med rockbandet Hawkwind.